# 1971 en rugby à XV
Cette page présente les faits marquants de l'année 1971 en rugby à XV : les principales compétitions et évènements liés au rugby à XV et rugby à sept ainsi que les naissances et décès de grandes personnalités de ce sport.

## Principales compétitions
- Currie Cup (du ?? ???? 1971 au ?? ???? 1971)
- Championnat de France (du ?? ?? 1970 au 16 mai 1971)
- Championnat d'Italie (du ?? ?? 1970 au 16 mai 1971)
- Tournoi des Cinq Nations (du 16 janvier au 27 mars 1971)

## Événements

### Mars
- 27 mars : le pays de Galles remporte le Tournoi des Cinq Nations en signant un Grand Chelem après sa victoire 9 à 6 face à la France. Les Diables Rouges dominent sans partage le rugby européen durant les années 1970 avec huit Tournois gagnés : 1969, 1970, 1971, 1973, 1975, 1976, 1978, et 1979 dont trois Grands Chelems en 1971, 1976 et 1978[1].

### Mai
- 16 mai : l'AS Béziers Hérault remporte le Championnat de France après avoir battu le RC Toulon en finale sur le score de 15 à 9[2]. Pour l'AS Béziers, c'est le premier d'une série de dix titres de champion de France remportés durant les années 1970-80, alors que le RC Toulon doit attendre 1987 pour obtenir son premier titre après 1945.
- ? mai : le CS Bourgoin-Jallieu remporte le Championnat de France de deuxième division après avoir battu le CS Pamiers en finale.
- ? mai : le Petrarca Padoue remporte son 2e titre de champion d'Italie alors que le CUS Napoli, filiale du Partenope, et l'Amatori Catane redescendent en Série B[3].

### Août
- L'équipe des Lions Britanniques remporte la tournée organisée en 1971 avec deux victoires, une défaite et un match nul contre l'équipe de Nouvelle-Zélande. C'est la première fois de leur histoire.

| No | Date            | Lieu                          | Match                                 | Score   | Compétition |
| -- | --------------- | ----------------------------- | ------------------------------------- | ------- | ----------- |
| 1  | 26 juin 1971    | Dunedin Nouvelle-Zélande      | Nouvelle-Zélande – Lions britanniques | 3 – 9   | test        |
| 2  | 10 juillet 1971 | Christchurch Nouvelle-Zélande | Nouvelle-Zélande – Lions britanniques | 22 – 12 | test        |
| 3  | 31 juillet 1971 | Wellington Nouvelle-Zélande   | Nouvelle-Zélande – Lions britanniques | 3 – 13  | test        |
| 4  | 14 août 1971    | Auckland Nouvelle-Zélande     | Nouvelle-Zélande – Lions britanniques | 14 – 14 | test        |

- La tournée des Springboks en Australie en 1971 devient infamante dans l'histoire du sport australien. Avant la tournée, des appels sont lancés pour couper les liens avec la république en raison de la politique d'apartheid. La tournée a lieu, appuyée par le gouvernement fédéral australien, elle soulève une mobilisation et des manifestations anti-apartheid[4]. Les Sud-africains l’emportent 3 victoires à 0 sur des scores de 18-6, 14-6 et 19-11. Il n'y a plus de confrontations entre les deux équipes pendant 21 ans.

| No | Date            | Lieu               | Match                      | Score   | Compétition |
| -- | --------------- | ------------------ | -------------------------- | ------- | ----------- |
| 1  | 17 juillet 1971 | Sydney Australie   | Australie – Afrique du Sud | 11 – 19 | test        |
| 2  | 31 juillet 1971 | Brisbane Australie | Australie – Afrique du Sud | 6 – 14  | test        |
| 3  | 7 août 1971     | Sydney Australie   | Australie – Afrique du Sud | 6 – 18  | test        |

### Décembre
- ? décembre : les Portugais du SL Lisboa remportent la septième édition de la Coupe Ibérique, devenant ainsi le premier club portugais à s'adjuger le championnat.